# نادي بوروس لكرة السلة
نادي بوروس لكرة السلة (بالسويدية: Borås Basket) هو فريق كرة سلة سويدي للمحترفين تأسس في سنة 1952. ينافس في الدوري السويدي لكرة السلة.

## أبرز اللاعبين
من أبرز اللاعبين الذين لعبوا معه:
- غريغ غراهام
- مايكل كينجما
- ماجيك جونسون

## وصلات خارجية
- الموقع الرسمي